# Pentax K1000

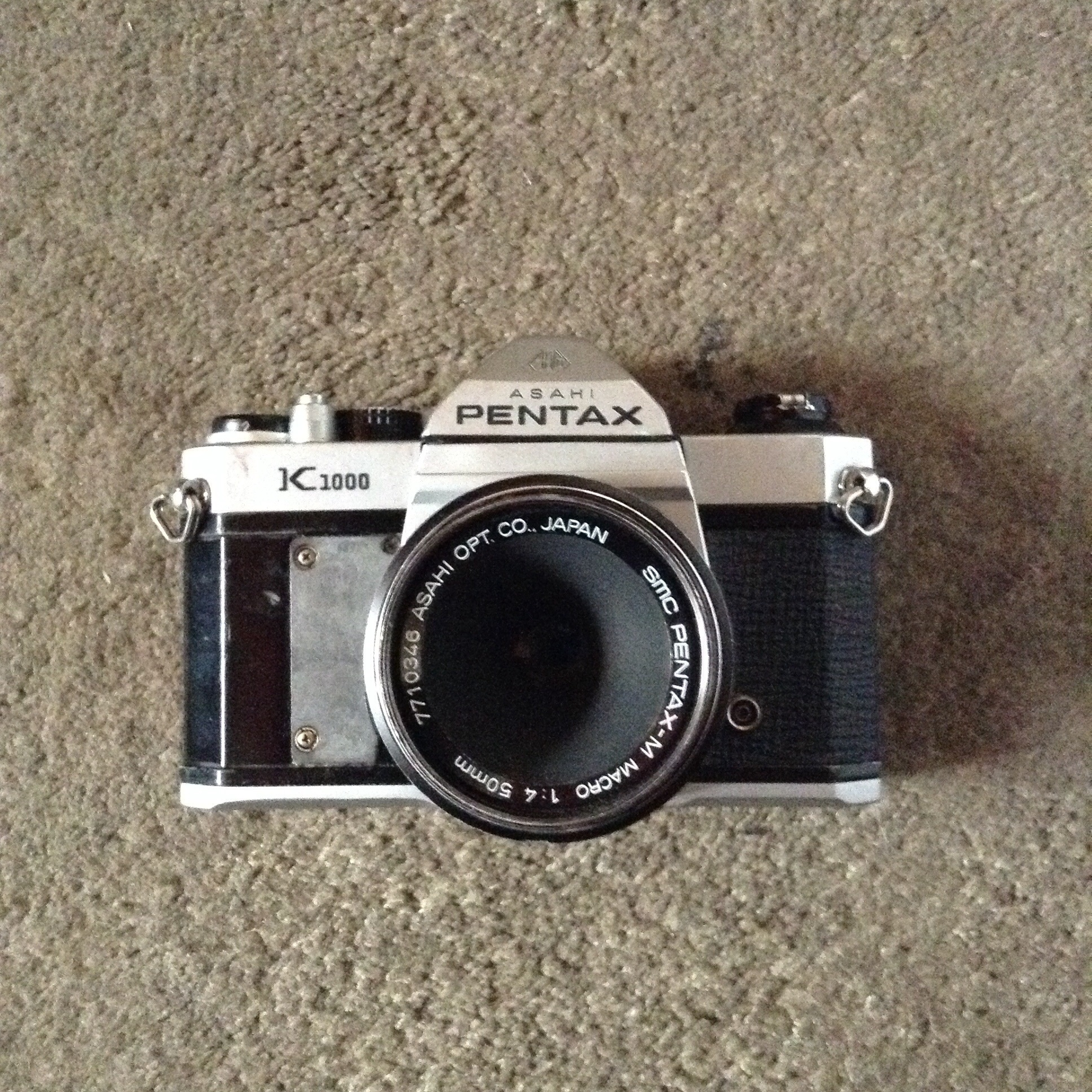
Pentax k1000 con 50mm f4 macro

La Pentax k1000 es una cámara réflex SLR de soporte fotosensible de película de formato 35mm. Producida desde 1976 hasta 1997 por Asahi Optical Co., Ltd. en Japón. Esta cámara se popularizó por su durabilidad por su cuerpo metálico resistente y el uso de una sola batería A76 para el exposímetro o fotómetro. Alrededor de 3 millones o más unidades fueron vendidas en todo el mundo. 

## Descripción
La pentax k1000 está diseñada casi en su totalidad en metal, salvo por algunas piezas de plástico, cuenta con sistema SLR un pentrisma que permite visualizar la imagen a través del lente. Está cámara funciona sin baterías puesto que en su totalidad es mecánica, el fotómetro necesita una pequeña batería en una sola celda A76, sin embargo la cámara puede obturar sin el funcionamiento del fotómetro. Cuenta con un sistema de enfoque de microprisma que consiste en división de un punto en la mitad del visor que muestra de forma clara qué tan enfocado se encuentra el objetivo. Esta cámara contó con gran variedad de lentes disponibles.
Es actualmente reconocida porque después de 30 años desde su producción sigue en funcionamiento sin importar el número de obturaciones, algo que con las cámaras digitales actuales no ocurre ya que su sistema de espejos suele desgastarse con cierto número de obturaciones. Además, con esta cámara réflex, debido a su simplicidad, solo con un poco de conocimiento técnico y manejo de la cámara se pueden obtener excelentes resultados. La Pentax k1000 puede ser encontrada en diversos portales web a la venta entre 200 y 500 dólares dependiendo de su estado. 
Actualmente es usada en gran parte del mundo por los apasionados a la fotografía argéntica.

## Especificaciones
```
35 mm SLR, 24×36 mm
ASA: 20 hasta 3200.
Fotómetro incorporado.
Velocidades B y 1 a 1/1000 sg.
Completamente manual.
Flash sincronizado a 1/60sg.
Peso: 525g sin objetivo. 
Una batería 1.5v para el fotómetro. 
```